# Le Passé de Monique
Le Passé de Monique est un film muet français réalisé par Louis Feuillade, sorti en 1917.

## Fiche technique
- Titre : Le Passé de Monique
- Réalisation : Louis Feuillade
- Scénario : Louis Feuillade
- Société de production : Société des Etablissements L. Gaumont
- Pays d'origine :  France
- Langue : film muet avec les intertitres  en français
- Format : Noir et blanc — 35 mm — 1,33:1 — Muet
- Métrage : 1 450 mètres
- Genre :
- Durée : 48 minutes et 20 secondes
- Dates de sortie :
  -  France : août 1917

## Distribution
- Yvette Andréyor
- René Cresté
- Yvonne Dario
- Berthe Jalabert
- Louis Leubas
- Édouard Mathé